# Hyoscyamine
La hyoscyamine est un alcaloïde présent dans diverses plantes de la famille des Solanacées, notamment chez les espèces de Solanacées vireuses comme la Belladone, le Datura, la Jusquiame ou la Mandragore. Son nom est d'ailleurs lié à la jusquiame (latin scientifique Hyoscyamus). Une des principales sources commerciales de hyoscyamine est l’espèce Duboisia myoporoides.
La hyoscyamine est l'ester de l'acide tropique gauche et du α-tropanol (tropine). C'est l'isomère lévogyre de l'atropine. Comme cette dernière, elle a des effets parasympatholytiques (c'est-à-dire qui s'opposent à l'action du système nerveux parasympathique) se traduisant par une tachycardie, une mydriase, une diminution des sécrétions (salive, sueur) et un ralentissement du transit intestinal.
Elle agit en se liant aux récepteurs muscariniques de l'acétylcholine dans le système nerveux central et périphérique empêchant ainsi l'action du neurotransmetteur.

## Dans la fiction
Dans son roman La Main de marbre (1932), John Dickson Carr évoque une tentative d'assassinat par l'hyoscyamine utilisée comme poison.